# Monte Arvènis
Il monte Arvènis (Norvènas in friulano) è una montagna delle Alpi Carniche, alta 1.968 m s.l.m., in provincia di Udine: nonostante l'altezza non particolarmente elevata, è una delle montagne più conosciute della Carnia, tanto che durante la prima guerra mondiale in seno all'8º Reggimento alpini venne creato il battaglione Monte Arvènis, decorato con la medaglia di bronzo al valor militare.

## Ascensione

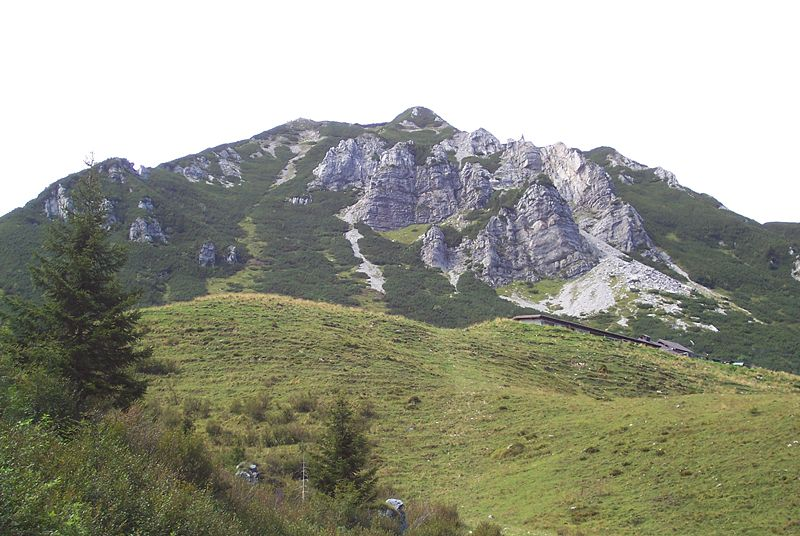
Il monte Arvènis

La via normale alla vetta è un percorso di tipo escursionistico: da Ovaro si sale alla frazione di Lenzone a 600 m, quindi per carreggiabile si arriva alla Malga Arvenùtis a 1.515 m.; da qui si prende la mulattiera a destra che sale alla Malga Clàupa a 1.646 m, poi per un costone si giunge alla vetta; si può raggiungere in breve la forcella a 1.840 m che divide l'Arvènis dal Tamai (1.970 m).